# Palača Keglević u Varaždinu
Palača Keglević u Varaždinu nalazi se pored bedema Starog grada, na jugoistoku dijelu nekadašnjeg majura. Arhivski je dokumentirano sudjelovanje varaždinskog graditelja Jacoba Erbera, angažiranog na pregradnji i adaptaciji palače oko 1774.-1775. god., koji je definirao njen unutrašnji i vanjski izgled u rokoko stilu. Formirana kao samostojeća jednokatna građevina pravokutnog tlocrta pod visokim četverostrešnim krovom, okružena je vrtom (parkom), te djeluje kao manji ladanjski dvorac. Simetričan i pregledan način grupiranja unutrašnjeg prostora neposredno se očituje i u organizaciji vanjštine palače.
Danas je u njoj smješten znanstveni odjel Hrvatske akademije znanosti i umjetnosti u Varaždinu.

## Zaštita
Pod oznakom Z-2943 zavedeno je kao nepokretno kulturno dobro - pojedinačno, pravna statusa zaštićena kulturnog dobra, klasificirano kao "stambena građevina".

## Vanjske poveznice
- Puhmajer, Petar; Trstenjak, Željko. 24. prosinca 2019. POVIJEST, ARHITEKTURA I OBNOVA PALAČE KEGLEVIĆ. Radovi Zavoda za znanstveni rad Varaždin (30): 17–40. doi:10.21857/m8vqrtz3o9. ISSN 0352-9509